# Bogdan Filov

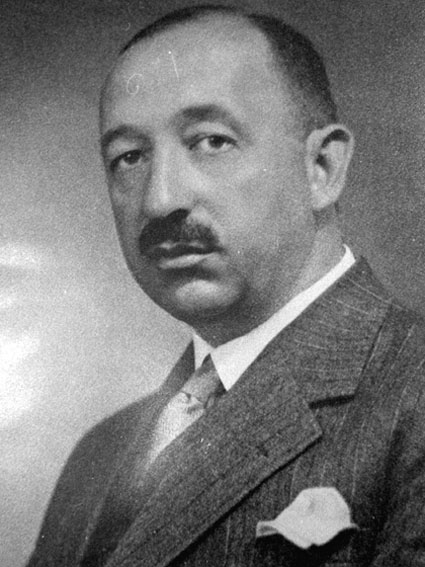
Bogdan Filov

Bogdan Dimitrov Filov (Bulgaars: Богдан Димитров Филов) (Stara Zagora, 9 april 1883 - Sofia, 1 februari 1945) was een Bulgaars antisemitisch en extreemrechts politicus en hoogleraar. 
Hij was minister van Publieke Werken (1939). In februari 1940 werd hij minister-president. Onder de pro-Duitse Filov sloot Bulgarije zich aan bij de asmogendheden. De deportaties van joden en andere minderheden kwamen slechts moeilijk van de grond dankzij het ingrijpen van de Bulgaars-Orthodoxe Kerk en koning Boris III.
Na de mysterieuze dood van koning Boris in 1943 nam Filow zitting in de regentschapsraad voor de minderjarige koning Simeon II van Bulgarije en deed hij afstand van het premierschap. Na de staatsgreep van het Vaderlands Front van communisten en democraten (onder anderen Petkov en Georgiev) werd Filov gevangengenomen. Na de oorlog werd hij geëxecuteerd.